# Isochariesthes braini
Isochariesthes braini là một loài bọ cánh cứng trong họ Cerambycidae.